# Abdelâali Zahraoui
Abdelâali Zahraoui est un footballeur international marocain des années 1970 né le 9 janvier 1949 à Fès. Il remporte la CAN 1976.
Il fait partie de l'équipe nationale aux 6e Jeux Méditerranéens en Turquie 1971, avant de se déplacer avec les Lions de l'Atlas pour le compte de la CAN 1972 au Cameroun.
Le dernier match disputé par Zahraoui en équipe nationale remonte au 18 octobre 1976 contre la Syrie pour le compte des Jeux Arabes.

## Sélections "A" en équipe nationale
1. 12/09/1971 Maroc - Mexique à Casablanca 2 - 1 Amical
2. 08/10/1971 Maroc - Egypte à Izmir 1 - 0 Jeux Méd 1971
3. 29/01/1972 Maroc - Roumanie à Casablanca 2 - 4 Amical
4. 25/02/1973 Maroc vs Guinée à Tetouan 2 - 0 Elim. CM 1974
5. 21/10/1973 Zambie - Maroc à Lusaka 4 - 0 Elim. CM 1974
6. 25/11/1973 Maroc - Zambie à Tetouan 2 - 0 Elim. CM 1974
7. 09/12/1973 Zaire - Maroc à Kinshasa 3 - 0 Elim. CM 1974………….Carton rouge
8. 22/02/1974 Irak vs Maroc à Baghdad 0 - 0 Amical
9. 25/02/1974 Kuwait - Maroc à Kuwait 2 - 0 Amical
10. 06/03/1974 A.Saoudite - Maroc à Riyad 0 - 0 Amical
11. 07/04/1974 Maroc – Algérie à Casablanca 2 - 0 Amical
12. 02/03/1975 Casablanca : Maroc vs Tunisie 0 - 0 Amical
13. 22/03/1975 Maroc vs Sénégal à Fès 4 - 0 Elim. CAN 1976
14. 13/04/1975 Sénégal - Maroc à Kaolack 2 - 1 Elim. CAN 1976
15. 04/03/1976 Zaire - Maroc à Dire Dawa 0 - 1 CAN 1976…………………1 But
16. 06/03/1976 Nigeria - Maroc à Dire Dawa 1 - 3 CAN 1976
17. 09/03/1976 Egypte - Maroc à Addis Abeba 1 - 2 2°Tour CAN 1976…..1 But
18. 11/03/1976 Nigeria - Maroc à Addis Abeba 1 - 2 2°Tour CAN 1976
19. 14/03/1976 Guinée - Maroc à Addis Abeba 1 - 1 2°Tour CAN 1976
20. 12/09/1976 Arabaie Saoudite vs Maroc à Riyad 0 - 2 Amical
21. 08/10/1976 Palestine - Maroc à Damas 0 - 3 Jeux Panarabes 1976
22. 12/10/1976 Jordanie - Maroc à Damas 0 - 3 Jeux Panarabes 1976
23. 14/10/1976 Yemen du sud - Maroc à Damas 0 - 4 Jeux Panarabes 1976……..1 But
24. 16/10/1976 Mauritanie - Maroc à Damas 0 - 2 Jeux Panarabes 1976……………1 But
25. 18/10/1976 Syrie - Maroc à Damas 0 - 0 Jeux Panarabes 1976

## Les matchs olympiques
1. 23/04/1972  Tunis Tunisie v Maroc 3 - 3 Elim. JO 1972 / 1 but
2. 30/04/1972  Casablanca Maroc v Mali 2 - 1 Elim. JO 1972
3. 14/05/1972 : Casablanca Maroc v Tunisie 0 - 0 Elim. JO 1972
4. 27/08/1972 : Augsbourg USA v Maroc 0 - 0 JO 1972
5. 03/09/1972 : Munich URSS v Maroc 3 - 0 JO 1972
6. 05/09/1972 : Passau Danemark v Maroc 3 - 1 JO 1972
7. 08/09/1972 : Nuremberg Pologne v Maroc 5 - 0 JO 1972
8. 14/03/1975 : Benghazi Libye v Maroc 0 - 1 Elim. JO 1976
9. 30/11/1975 : Tunis Tunisie v Maroc 0 - 1 Elim. JO 1976
10. 18/04/1976 : Tanger Maroc v Nigeria 1 - 0 Elim. JO 1976

## Buts en sélection
| Buts en sélection d'Abdelâali Zahraoui | Buts en sélection d'Abdelâali Zahraoui | Buts en sélection d'Abdelâali Zahraoui | Buts en sélection d'Abdelâali Zahraoui | Buts en sélection d'Abdelâali Zahraoui | Buts en sélection d'Abdelâali Zahraoui | Buts en sélection d'Abdelâali Zahraoui |
|                                        | Date                                   | Lieu                                   | Adversaire                             | Score                                  | Résultat                               | Compétition                            |
| -------------------------------------- | -------------------------------------- | -------------------------------------- | -------------------------------------- | -------------------------------------- | -------------------------------------- | -------------------------------------- |
| 1                                      | 23-04-1972                             | Tunis                                  | Tunisie                                | 3 - 3                                  | 3 - 3                                  | Elim. des JO 1972                      |
| 2                                      | 4 mars 1976                            | Dire Dawa (Éthiopie)                   | Zaïre                                  | 1-0 (1 but à 80e)                      | 1-0                                    | CAN 1976 (1er tour)                    |
| 3                                      | 9 mars 1976                            | Addis-Abeba (Éthiopie)                 | Égypte                                 | 2-1 (1 but à 88e)                      | 2-1                                    | CAN 1976 (tour final)                  |
| 4                                      | 14-10-1976                             | Damas (Syrie)                          | Yemen du sud                           | 4 - 0                                  | 4 - 0                                  | Jeux Panarabes 1976                    |